# 施泰格利茨
施泰格利茨（德語：Steglitz，德語：[ˈʃteːɡˌlɪt͡s] ⓘ）是德国柏林施泰格利茨-采伦多夫区的一个下属区。